# Guido Tallone
Pour les articles homonymes, voir Tallone.

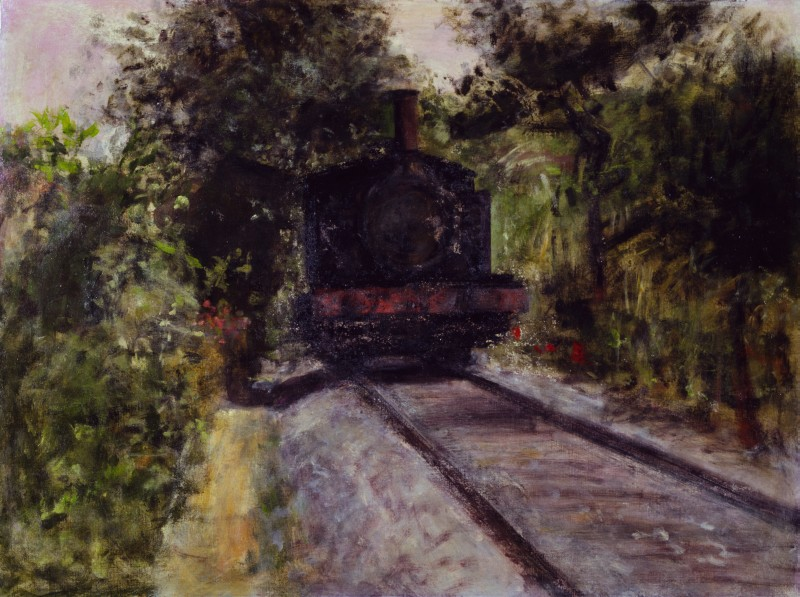
La mia locomotiva, 1961 (Fondazione Cariplo).

Guido Tallone, né en 1894 à Bergame, et mort en 1967 à Alpignano, est un peintre italien.

## Biographie
Guido Tallone naît le 11 mai 1894 à Bergame. Il est le fils du peintre Cesare Tallone.
Il suit les cours de son père à l'Académie de Brera. Il combat pendant la Première Guerre mondiale et, après son retour à Milan, continue à étudier la peinture, en se concentrant sur les portraits et les paysages. Ces derniers se sont souvent situés dans les environs d'Alpignano où lui et sa famille séjournaient souvent dans la maison héritée de sa mère Eleonora Tango. Il expose pour la première fois ses œuvres à l'Esposizione Annuale della Società per le Belle Arti ed Esposizione Permanente à Milan en 1923. Dans les années 1920, l'artiste effectue plusieurs voyages productifs à Berlin, Paris, Madrid et en Afrique du Nord; il séjourne également  fréquemment en Suisse,  où il est très apprécié comme portraitiste. En 1930, il participe à sa première Biennale de Venise, où il expose ses œuvres assez régulièrement jusqu'en 1948. La même année, il organise une exposition personnelle à la Galleria Pesaro de Milan, avec l'aide de son frère galeriste Ermanno et du peintre Aldo Carpi. Après s'être réfugié à Venise en 1943, après la guerre et pendant les années 1950, il travaille dans ses ateliers à Milan et à Burano et Torcello, voyageant aussi beaucoup en Europe et aux États-Unis.
Il meurt en 1967 à Alpignano.